# Resolución 1351 del Consejo de Seguridad de las Naciones Unidas
La resolución 1351 del Consejo de Seguridad de Naciones Unidas, adoptada unánimemente el 30 de mayo de 2001, después de considerar un reporte hecho por el Secretario General Kofi Annan contemplando el retiro de la Fuerza de Observación de Naciones Unidas (UNDOF) y reafirmando la Resolución 1308 (2000), el Consejo extendió su mandato por seis meses más, hasta el 30 de noviembre de 2001.
La resolución invitaba a las partes involucradas a implementar inmediatamente la Resolución 338 (1973) y solicitaba que el Secretario General presentara un reporte sobre la situación al final del periodo.
El reporte del Secretario General conforme a la resolución anterior sobre la UNDOF decía que la situación entre Israel y Siria había seguido tranquila con incidentes no graves, aunque la situación en Oriente Medio como conjunto continúa siendo peligrosa hasta que un acuerdo pueda ser alcanzado. Este denota que ambas partes han cooperado con la UNDOF y también resaltó los peligros de los campos de minas.